# Héctor Sánchez
Héctor Sánchez Cabrera (Puerto del Rosario, 1985. március 31. –) spanyol labdarúgó, hátvéd.

## Tenerife
Héctor az első csapatban 2004-2005-ös spanyol másodosztályban debütál, ezek után további 57 bajnoki szerepelt a következő négy évben, 2008-2009-ben hét év után feljutottak a La Ligába.
2009. december 6-án debütált az első osztályban a Sporting Gijón elleni 2-1-es győzelemmel.

## Villarreal B
2010-2011-es spanyol másodosztályában 614 percet játszott, összesen kilenc mérkőzést.

## Videoton
2011 júniusában két évre szóló megállapodást kötött a 2011-es magyar bajnokcsapattal, a Videotonnal. 2013 nyarán nem hosszabbították meg a szerződését.

## Fordítás
- Ez a szócikk részben vagy egészben  a   Héctor Sánchez című angol Wikipédia-szócikk fordításán alapul.  Az eredeti cikk szerkesztőit annak laptörténete sorolja fel. Ez a jelzés csupán a megfogalmazás eredetét és a szerzői jogokat jelzi, nem szolgál a cikkben szereplő információk forrásmegjelöléseként.
- Ez a szócikk részben vagy egészben  a   Héctor Sánchez című spanyol Wikipédia-szócikk fordításán alapul.  Az eredeti cikk szerkesztőit annak laptörténete sorolja fel. Ez a jelzés csupán a megfogalmazás eredetét és a szerzői jogokat jelzi, nem szolgál a cikkben szereplő információk forrásmegjelöléseként.